# Dahlibruchus conradti
Dahlibruchus conradti is een keversoort uit de familie bladkevers (Chrysomelidae). De wetenschappelijke naam van de soort werd in 1931 gepubliceerd door Bridwel.